# Élections législatives de 1911 en Australie-Occidentale
Les Élections législatives de 1911 en Australie-Occidentale se sont déroulées le 3 octobre 1911 pour élire les 50 membres de l'Assemblée législative d'Australie-Occidentale. Les élections de 1911 marquent un point tournant dans l'histoire politique de l'Australie-Occidentale puisqu’il s'agit des premières élections le système du vote préférentiel. Le Parti travailliste, mené par le chef de l'opposition sortant, John Scaddan (en), a battu le parti Ministerialist, mené par le Premier ministre sortant, Frank Wilson (en). Il s'agit de la plus grande victoire de l'histoire du Parti travailliste et de la première fois qu'il a la majorité absolue à l'Assemblée législative.

## Contexte
Les élections d'État de l'Australie-Occidentale de 1911 se sont déroulées le 3 octobre. Le Parti travailliste, mené par le chef de l'opposition sortant, John Scaddan (en), a remporté 68 % des sièges de l'Assemblée législative. C'est sa plus grande victoire jusqu'à ce jour en nombre de sièges et c'est la première fois de son histoire qu'il a la majorité absolue à l'Assemblée législative. Contre toute attente, il a battu le parti Ministerialist, mené par le Premier ministre sortant, Frank Wilson (en). En effet, la victoire du Parti travailliste a été une surprise puisque les Ministerialists avaient entré dans les élections en formant un seul groupe uni supporté par la Western Australian Liberal League de John Forrest. De plus, les circonscriptions électorales avaient été redécoupées plus tôt dans l'année par le Parlement sous la vive opposition du Parti travailliste.
Les élections de 2011 sont significatives pour l'histoire politique de l'Australie-Occidentale puisque c'est la première fois où le système obligatoire de vote préférentiel est utilisé. C'est aussi au cours de cette élection que les partis politiques se consolident depuis leur développement commencé en 1890 lorsque l'Australie-Occidentale a obtenu d'être un gouvernement responsable en tant que colonie de l'Empire britannique.
Peu après les élections, le groupe des Ministerialists forma le Parti libéral (en).

## Résultats
| Inscrits                 | Inscrits                 | Inscrits                 | 122 375   |             |                      |                      |
| Abstentions              | Abstentions              | Abstentions              | 30 745    | 25,12 %     |                      |                      |
| Votants                  | Votants                  | Votants                  | 91 630    | 74,88 %     |                      |                      |
|                          |                          |                          |           |             |                      |                      |
| Bulletins enregistrés    | Bulletins enregistrés    | Bulletins enregistrés    | 91 630    |             |                      |                      |
| Bulletins blancs ou nuls | Bulletins blancs ou nuls | Bulletins blancs ou nuls | 1 287     | 1,4 %       |                      |                      |
| Suffrages exprimés       | Suffrages exprimés       | Suffrages exprimés       | 90 343    | 98,6 %      | 50 sièges à pourvoir | 50 sièges à pourvoir |
|                          |                          |                          |           |             |                      |                      |
| Liste                    | Tête de liste            |                          | Suffrages | Pourcentage | Sièges acquis        | Var.                 |
| Parti travailliste       | John Scaddan (en)        |                          | 47 558    | 52,64 %     | 34 / 50              | +12                  |
| Ministerialist           | Frank Wilson (en)        |                          | 40 472    | 44,8 %      | 16 / 50              | -12                  |
| Indépendant              | s.o.                     |                          | 2 313     | 2,56 %      | 0 / 50               | 0                    |

Il est à noter que 10 des 34 sièges du Parti travailliste n'étaient pas contestés, ce qui représentait un total de 30 270 voteurs inscrits.